# カーター債
カーター債（カーターさい、英: Carter bonds）は、ジミー・カーター大統領政権下の1978年と1979年に発行された一連の米国財務省証券である。

## 解説
財務省の証券としては珍しく、西ドイツ・マルクとスイス・フランという外貨建てであった。その目的は、財務省の為替安定化基金のためにこれらの通貨の準備を獲得し、それを流通するドルと交換することで、ドルを支え、インフレを抑制することであった。